# Episodi de Le epiche avventure di Capitan Mutanda (quarta stagione)
La quarta e ultima stagione de Le epiche avventure di Capitan Mutanda sottotitolato Le epiche avventure di Capitan Mutanda nello spazio (The Epic Tales of Captain Underpants in Space) è stata trasmessa negli USA il 10 luglio 2020 su Netflix.
| Nº | Nº | Titolo originale                                          | Titolo italiano                                                     | Prima TV USA   |
| -- | -- | --------------------------------------------------------- | ------------------------------------------------------------------- | -------------- |
| 40 | 1  | The Senseless Torment of the Space Toilet                 | Capitan Mutanda e il tormento senza senso della toilette spaziale   | 10 luglio 2020 |
| 41 | 2  | The Abandoned Artifact of the Absentee Aliens             | Capitan Mutanda e l'artefatto abbandonato degli alieni assenti      | 10 luglio 2020 |
| 42 | 3  | The Hazardous Hysteria of the Hangry Hypnosinger          | Capitan Mutanda e l'insidiosa isteria dell'insaziabile Ipnocantante | 10 luglio 2020 |
| 43 | 4  | The Disturbing Dilemma of the Dysfunctional Döppelgangers | Capitan Mutanda e il devastante dilemma dei doppioni disfunzionali  | 10 luglio 2020 |
| 44 | 5  | The Confusing Crisis of the Conniving Captive             | Capitan Mutanda e la crisi confusa del carcerato cospiratore        | 10 luglio 2020 |
| 45 | 6  | The Aggravated Assault of the Alien Armada                | Capitan Mutanda e l'assalto aggravato dell'armata aliena            | 10 luglio 2020 |